# Fabelhafte Rebellen
Fabelhafte Rebellen. Die frühen Romantiker und die Erfindung des Ich ist der Titel eines 2022 aus dem Englischen übersetzten erzählerischen Prosawerks der deutsch-englischen Autorin Andrea Wulf.

## Inhalt
Geschildert wird das unkonventionelle Leben und Schaffen der Frühromantiker zu Beginn der Deutschen Romantik in der Universitätsstadt Jena. Im Mittelpunkt stehen neben Caroline Schelling, August Wilhelm Schlegel, Friedrich Schlegel und Novalis auch die Philosophen Johann Gottlieb Fichte, Friedrich Wilhelm Joseph Schelling und Georg Wilhelm Friedrich Hegel sowie der von Andrea Wulf in zwei Bestsellern. beschriebene Wissenschaftler Alexander von Humboldt. Der Zeitraum der Erzählung erstreckt sich vom Sommer 1794 mit der Begegnung zwischen Johann Wolfgang von Goethe und Friedrich Schiller bis zum Oktober 1806 mit der Schlacht bei Jena und Auerstedt. 
An die Frühromantik in Jena erinnert heute das Romantikerhaus Jena.